# Ligtenberg
Lichtenberg (Nedersaksisch: Leggenbarg) is een Sallandse buurtschap in de gemeente Rijssen-Holten in de Nederlandse provincie Overijssel. Het ligt in het noorden van de gemeente, twee kilometer ten westen van Rijssen.
Stad: Rijssen      Dorp: Holten

Buurtschappen: Beuseberg · Borkeld · Dijkerhoek · Espelo · Holterbroek · Ligtenberg · Look · Neerdorp

Overijssel · Steden en dorpen in Overijssel      Nederland · Provincies · Gemeenten